# Тигровая выпь
Тигровая выпь (лат. Gorsachius melanolophus) — птица семейства цаплевые, обитающая исключительно в восточной Азии.

## Описание
Тигровая выпь достигает длины 49 см и весит от 417 до 450 г. Половой диморфизм выражен слабо. У самцов хохол немного длиннее чем у самки.
Окраска оперения индивидуально очень различна, так что долгое время выделяли 3 подвида. Тем не менее, разная окраска оперения встречается по всей области распространения, так что сегодня не принято различать какие-либо подвиды. Макушка головы чёрная. Перья на затылке удлинённые, образуют хохол. Клюв компактный, слегка согнут на конце вниз. Надклювье тёмно-коричневое, подклювье зеленоватое. Щёки и шея каштановые. Горло белое с чёрными длинными полосами. Спина и верхние кроющие тёмно-каштановые с тонкой чёрной штриховкой. Крылья чёрно-коричневые с белыми вершинами. Хвост чёрный. Нижняя сторона тела коричневая с ясными чёрными пятнами. Боковые стороны тела, а также подхвостье покрыто белыми с коричневыми пятнами. Ноги оливкового цвета.
Возможна путаница с японской выпью и очень редкой хайнаньской кваквой (Gorsachius magnificus), обитающей на юго-востоке Китая и во Вьетнаме. Самый явный отличительный признак — это каштановое оперение тигровой выпи.

## Распространение
Тигровая выпь распространена в Индии, Непале, Таиланде, Лаосе, Камбодже, Вьетнаме, Южном Китае, Японии, на Филиппинах и в части Индонезии. В качестве жизненного пространства она использует субтропические влажные джунгли. Она обитает также вдоль ручьёв, рек, заболоченных участков и болот. Для цаплевых необычно появление на высокогорьях. В восточной Индии тигровая выпь была замечена на высоте 2300 м над уровнем моря.
Тигровая выпь — это перелётная птица, однако её миграции до сих пор исследованы недостаточно. Возможно, что мигрируют только северные популяции, а другие популяции являются оседлыми. Неоднократно птицы ошибочно залетали на остров Рождества.

## Образ жизни
Тигровая выпь ведёт одиночный образ жизни. Активна как днём, так и ночью. Редко встречается на открытых пространствах. Предпочитает искать корм на земле густых влажных джунглей. Вдоль водоёмов предпочитает ловить рыбу. Живущие в лесах популяции, напротив, предпочитают ловить лягушек и больших земляных червей. Кроме того, в рационе птиц имеются также жуки, моллюски, раки, змеи, ящерицы и маленькие птицы.

## Размножение
Период размножения варьирует в зависимости от места обитания. Птица редко селится в колониях с другими видами цаплевых. В кладке обычно от 3-х до 4-х яиц. Период инкубации составляет от 30 до 32 дней. Обе родительских птицы гнездятся. Молодые птицы становятся самостоятельными примерно на 43-й день.

## Галерея

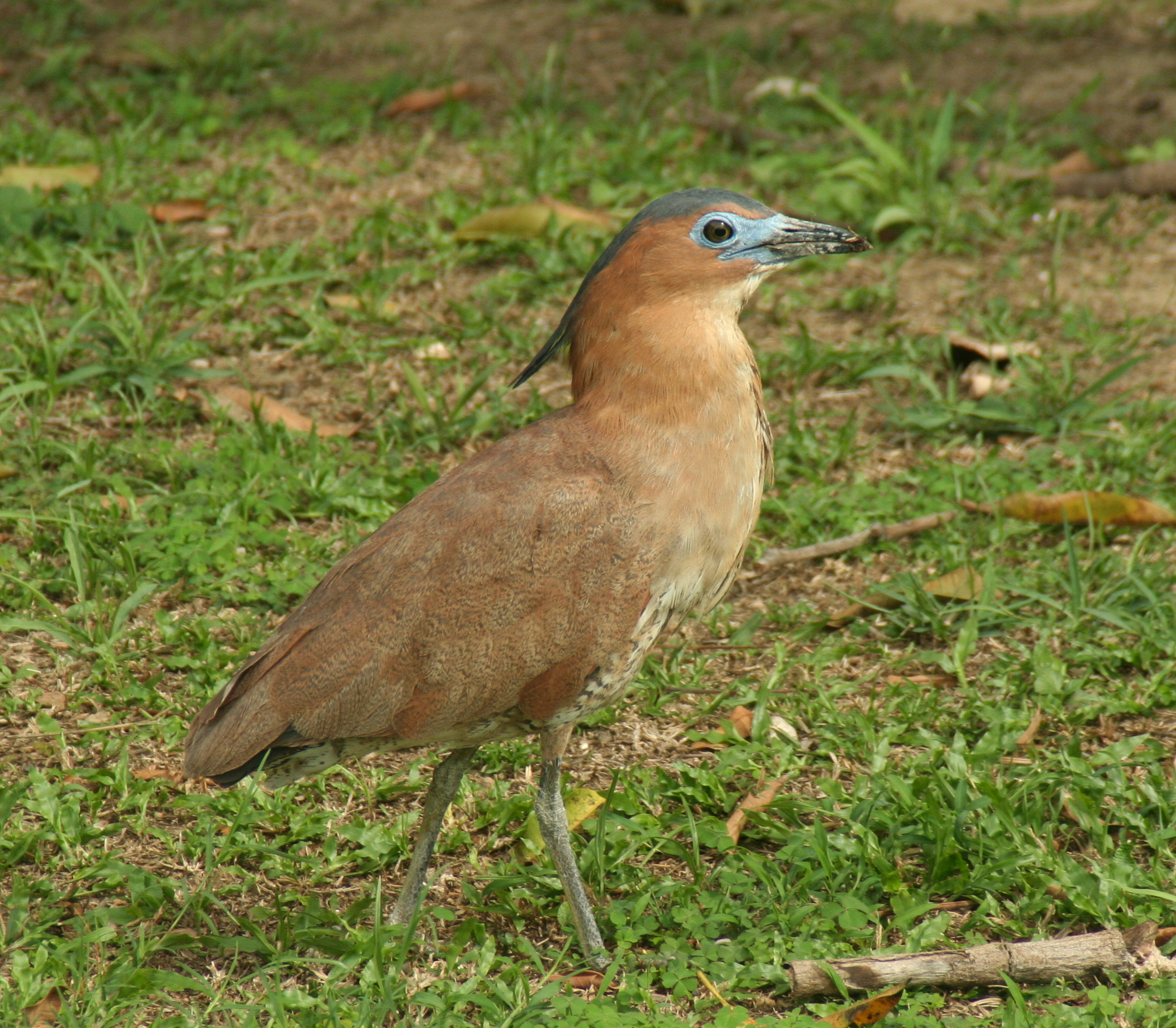
Тигровая выпь на острове Тайвань
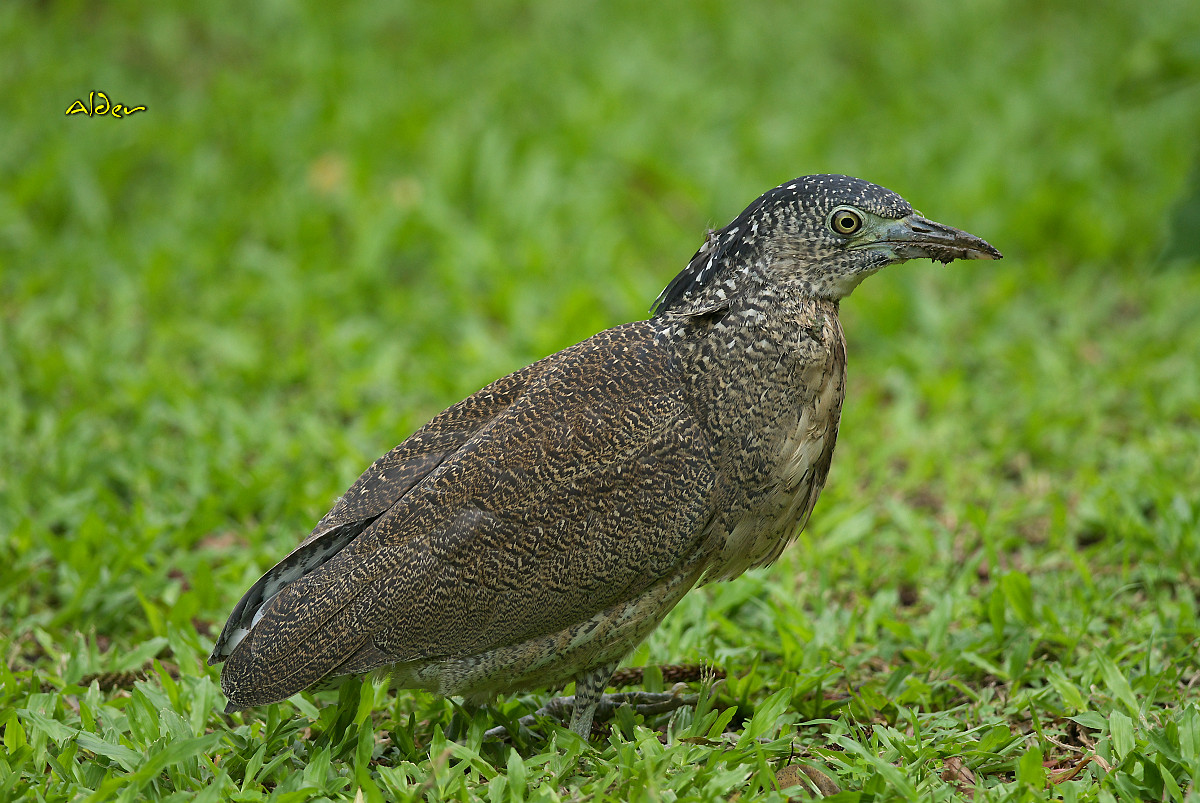
Предположительно, молодая птица
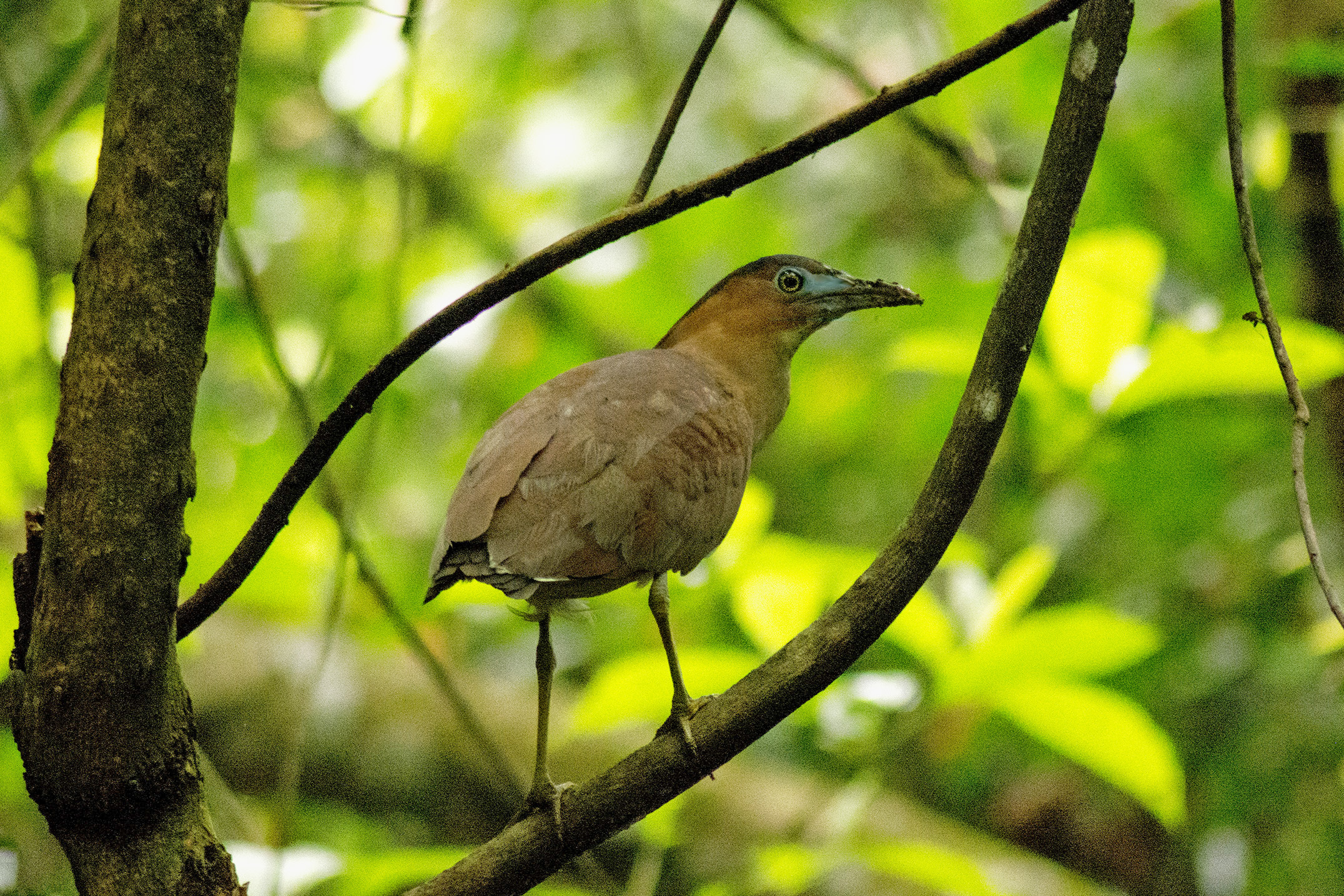
На ветке дерева
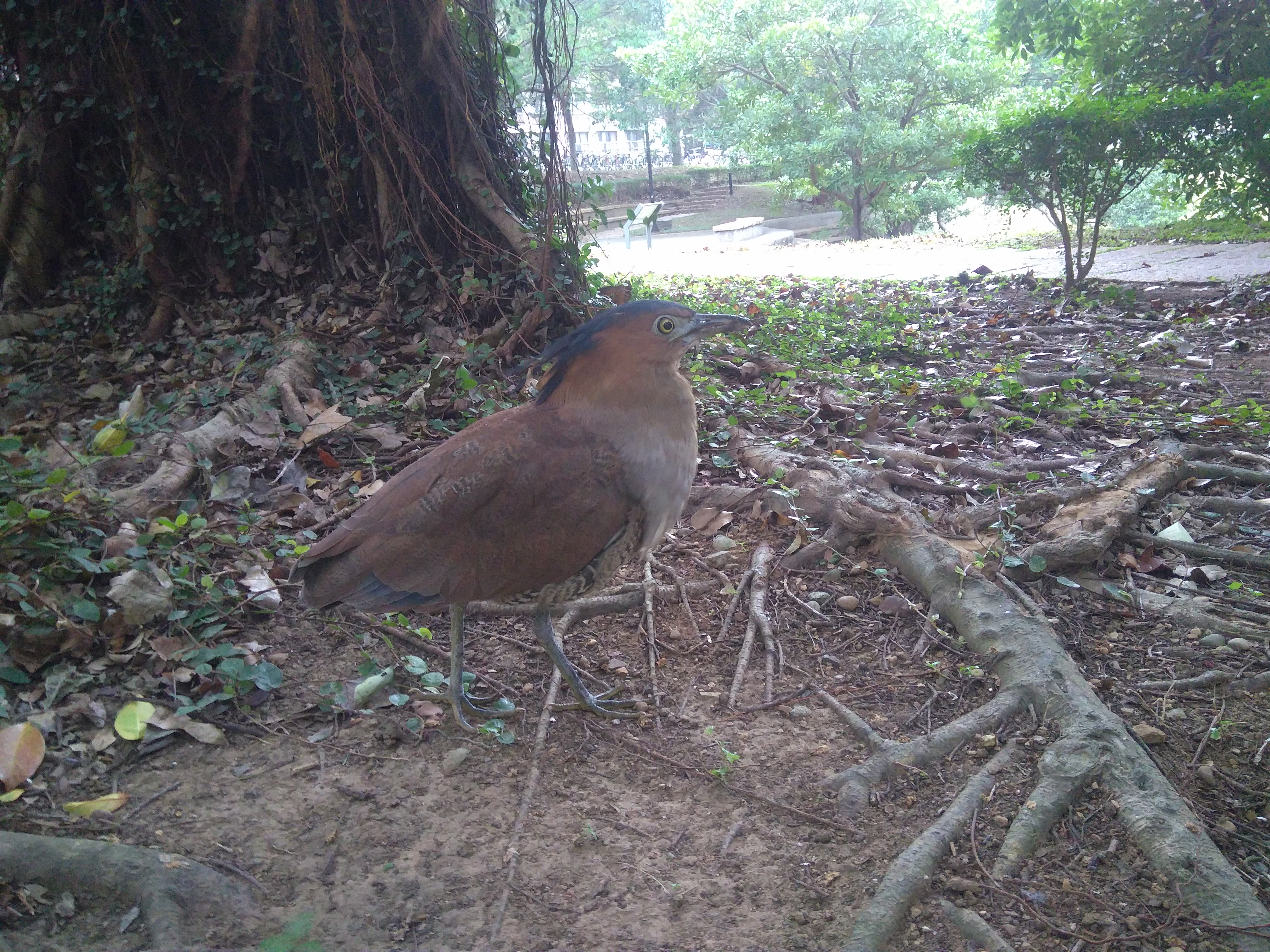
Тигровая выпь на острове Тайвань